# Krystyna Łyczywek
Krystyna Łyczywek, née le 24 août 1920 à Poznań (Grande-Pologne) et morte le 22 avril 2021 à Szczecin, est une photographe, traductrice et journaliste polonaise spécialiste de la langue et de la culture française.
Elle est membre de nombreuses associations de photographes en Pologne et à l'étranger. Elle a notamment présidé la section polonaise de la Fédération internationale de l'art photographique. À partir de 1945, elle réside à Szczecin.

## Biographie
Krystyna Łyczywek, après avoir commencé des études de philologie romane, est prise par la Guerre et s'engage dans la résistance au sein des Szare Szeregi, comme son futur mari Roman Łyczywek (qu'elle épouse durant l'Insurrection de Varsovie et qui meurt 50 ans plus tard, en 1994).
Krystyna Łyczywek se rend en France pour la première fois en 1961, en Bretagne, en Provence, et surtout à Paris, dont elle tombe amoureuse. Elle y retourne plusieurs fois, et y consacre plusieurs albums.
Au cours du premier voyage, elle rencontre des photographes et se fait des amis dans ce milieu. Elle ramène aussi des livres dont elle entreprend la traduction en polonais, notamment de Maupassant. Le gouvernement français lui attribue une bourse. Malheureusement, les autorités polonaises ne lui donnent plus de passeport avant 1970.
Elle est la présidente de l’Association d’Amitié Pologne-France (TPPF) de Szczecin à partir de 1990.

## Œuvre
Le thème privilégié de son travail est d'abord l'homme (Les Gens dans les rues, La Journée quotidienne en France, Voyages, Enfants du monde, Handicapés) et le paysage (Fascination de Szczecin , Impressions chinoises, Maroc, La Bretagne hier et d'aujourd'hui, Paysages marins, Szczecin et Paris autrement,  Journal privé 2004, Un jour à Varsovie).
De 1948 à 2009, elle participe à quelque 150 expositions en Pologne et à l'étranger et elle reçoit de nombreuses récompenses. De 1957 à 2009, ses œuvres sont exposées dans environ 160 expositions individuelles en Pologne, en Finlande, en France, en Grèce, aux Pays-Bas, au Japon, en Allemagne, en Roumanie, aux États-Unis et en Italie.
Elle publie de nombreux albums p.ex. Diaporama, D'une goutte d'eau jusqu'à l'océan, Dialogues sur la photographie (3 volumes). Elle publié environ 1 400 articles dans la presse polonaise et étrangère (tchèque, française, bulgare, espagnole, néerlandaise, allemande, suisse, hongroise, italienne).
Ses œuvres font partie des collections de la Bibliothèque nationale de France, du Musée Ludwig de Cologne, au Musée national de Wrocław et Musée de l'Histoire de la photographie (pl) de Cracovie et au Musée français de la photographie de Bièvres, dans la Bibliothèque de Poméranie (pl) de Szczecin et dans de nombreuses collections privées en Pologne et à l'étranger.

## Distinctions et récompenses
- Krystyna Łyczywek a reçu notamment la médaille Honneur et reconnaissance de l'Institut France-Pologne, le titre HonEFIAP de la FIAP.
- Le ministre de la Culture lui décerne la médaille Jan Bułhak.
- En 2010, elle reçoit la Médaille d'or du Mérite culturel polonais Gloria Artis[4].
- Par décret MAEP 13500-26 D du président de la République française en date du 18 juin 2013, elle est promue au grade d'officier dans l'Ordre national de la Légion d'honneur.